# Фаррелл, Кэтрин
Кэтрин Фаррелл (англ. Katherine Farrell, полное имя Katherine Levin Farrell; 1857—1951) — американская художница, известная своими картинами и гравюрами.

## Биография
Родилась 15 марта 1857 года в Филадельфии в семье Зигмунда и Людвики Левин.
Училась в Филадельфийской школе дизайна для женщин, Пенсильванской академии изящных искусств и художественной Pennsylvania Museum and School of Industrial Art. В Пенсильванской академии её учителем был Томас Икинс.
Свои работы Кэтрин Фаррелл выставляла в Женском здании и здании Pennsylvania Building на Всемирной выставке 1893 года в Чикаго. Также экспонировалась в Бостонском клубе искусств (Boston Art Club), Бруклинской художественной ассоциации (Brooklyn Art Association) и Национальной академии дизайна. В 1938 году персональную выставку её работ провела организация Philadelphia Art Alliance.
Художница была членом Plastic Club в Филадельфии и Brooklyn Art Association в Нью-Йорке. Её работы находятся, в частности, в коллекции Пенсильванской академии изящных искусств.
Умерла в 1951 году. Была похоронена в Филадельфии на кладбище Laurel Hill Cemetery.
Была замужем за Теодором Филлипсом Фарреллом, у них родилась дочь Теодора Мерседес.